# Sämskknotterskinn
Sämskknotterskinn (Alutaceodontia alutacea) är en svampart som först beskrevs av Elias Fries, och fick sitt nu gällande namn av Hjortstam & Ryvarden 2002. Alutaceodontia alutacea ingår i släktet Alutaceodontia och familjen Schizoporaceae.   Inga underarter finns listade i Catalogue of Life.
I den svenska databasen Dyntaxa används istället namnet Kneiffiella alutacea för samma taxon.  Arten är reproducerande i Sverige.